# John Devereux
John Devereux KG (zm. 1394 w Penshurst w Kencie) – angielski szlachcic, syn Williama Devereux, towarzysz broni Czarnego Księcia. Pod jego wodzą odbył wiele kampanii w Akwitanii. Brał udział w oblężeniu Limoges w 1370.
Od 1374 był często powoływany do Parlamentu. W 1377 wszedł w skład Rady rządzącej krajem w czasie małoletności króla Ryszarda II. W 1378 został dożywotnim konstablem zamku Leeds. W 1380 został kapitanem Calais. Później związał się z opozycją antykrólewską (Lordami Apellantami). W latach 1387–1392 był konstablem zamku Dover i lordem strażnikiem Pięciu Portów. W 1386 wszedł w skład Rady Jedenastu. Od 1386 do 1390 był stewardem dworu królewskiego. W 1388 został kawalerem Orderu Podwiązki.
Devereux zmarł w Penshurst, posiadłości wniesionej mu w posagu przez żonę. Sam posiadał także posiadłość Donningdon w hrabstwie Berkshire.